# San Marino ai Giochi olimpici
San Marino ha partecipato ai Giochi olimpici per la prima volta nel 1960; al 1976 risale la sua prima partecipazione ai Giochi invernali.
I suoi atleti hanno vinto le prime medaglie nell'edizione di Tokyo 2020 (svoltasi nel 2021): la tiratrice Alessandra Perilli ha conquistato il bronzo nella specialità trap e l'argento, insieme a Gian Marco Berti, nella trap a squadre e inoltre Myles Amine ha vinto il bronzo nella lotta libera nella categoria 86 kg. San Marino è diventato così lo stato indipendente meno popolato ad aver vinto una medaglia olimpica.
Prima del bronzo del 2021, il miglior risultato era arrivato alle olimpiadi di Londra 2012, nelle quali la Perilli stessa, dopo aver ottenuto il secondo miglior punteggio ex aequo con altre due partecipanti nella finale Tiro a Volo, specialità Trap, aveva perso lo spareggio per il secondo e per il terzo posto classificandosi quarta.
Il Comitato Olimpico Nazionale Sammarinese è stato fondato nel 1959, venendo riconosciuto dal CIO nello stesso anno.

## Medaglieri

### Medaglie ai giochi estivi
| Giochi                 | Oro              | Argento          | Bronzo           | Totale           |
| ---------------------- | ---------------- | ---------------- | ---------------- | ---------------- |
| Roma 1960              | 0                | 0                | 0                | 0                |
| Tokyo 1964             | non partecipante | non partecipante | non partecipante | non partecipante |
| Città del Messico 1968 | 0                | 0                | 0                | 0                |
| Monaco di Baviera 1972 | 0                | 0                | 0                | 0                |
| Montréal 1976          | 0                | 0                | 0                | 0                |
| Mosca 1980             | 0                | 0                | 0                | 0                |
| Los Angeles 1984       | 0                | 0                | 0                | 0                |
| Seul 1988              | 0                | 0                | 0                | 0                |
| Barcellona 1992        | 0                | 0                | 0                | 0                |
| Atlanta 1996           | 0                | 0                | 0                | 0                |
| Sydney 2000            | 0                | 0                | 0                | 0                |
| Atene 2004             | 0                | 0                | 0                | 0                |
| Pechino 2008           | 0                | 0                | 0                | 0                |
| Londra 2012            | 0                | 0                | 0                | 0                |
| Rio de Janeiro 2016    | 0                | 0                | 0                | 0                |
| Tokyo 2020             | 0                | 1                | 2                | 3                |
| Parigi 2024            | 0                | 0                | 0                | 0                |
| Totale                 | 0                | 1                | 2                | 3                |

### Medaglie ai giochi invernali
| Giochi              | Oro              | Argento          | Bronzo           | Totale           |
| ------------------- | ---------------- | ---------------- | ---------------- | ---------------- |
| Innsbruck 1976      | 0                | 0                | 0                | 0                |
| Lake Placid 1980    | non partecipante | non partecipante | non partecipante | non partecipante |
| Sarajevo 1984       | 0                | 0                | 0                | 0                |
| Calgary 1988        | 0                | 0                | 0                | 0                |
| Albertville 1992    | 0                | 0                | 0                | 0                |
| Lillehammer 1994    | 0                | 0                | 0                | 0                |
| Nagano 1998         | non partecipante | non partecipante | non partecipante | non partecipante |
| Salt Lake City 2002 | 0                | 0                | 0                | 0                |
| Torino 2006         | 0                | 0                | 0                | 0                |
| Vancouver 2010      | 0                | 0                | 0                | 0                |
| Soči 2014           | 0                | 0                | 0                | 0                |
| Pyeongchang 2018    | 0                | 0                | 0                | 0                |
| Pechino 2022        | 0                | 0                | 0                | 0                |
| Totale              | 0                | 0                | 0                | 0                |